# Pasivna kuća
Naziv pasivna kuća (njemački Passivhaus) znači rigorozan, dobrovoljan, Passivhaus standard energetske efikasnosti u stambenim i sličnim objektima, koji smanjuje njihov (negativni) utjecaj na okoliš. Taj standard rezultira u potrebi za malom količinom energije prilikom grijanja ili hlađenja. On nije ograničen samo na stambene objekte; nekoliko poslovnih zgrada, škola, vrtića i supermarketa je također sagrađeno prema njemu. Pasivna konstrukcija nije dodatak arhitektonskom projektu, nego konstrukcijski proces koji je integriran zajedno s arhitektonskim. Iako se uglavnom koristi na novim zgradama, također je korišten prilikom obnavljanja starih. U Švicarskoj se koristi sličan standard, MINERGIE-P.

Procjena je da se krajem 2008. godine broj Passivhaus zgrada kretao od 15.000 do 20.000. U kolovozu 2010. potvrđeno je oko 25.000 raznih građevina tog tipa u Europi, dok ih je u SAD-u bilo samo 13, s nekoliko desetaka u izgradnji. Većina pasivnih zgrada su izgrađene u državama njemačkog govornog područja i Skandinaviji.

## Povijest
Passivhaus standard potječe iz razgovora profesora Boa Adamsona sa Sveučilišta u Lundu, u Švicarskoj, i Wolfganga Feista s Instituta za stanovanje i okoliš u Njemačkoj. Njihov koncept je razvijen kroz velik broj istraživačkih projekata, financijski potpomognutih njemačkom saveznom pokrajinom Hessen.

### Prvi primjeri
Prve zgrade su bile kuće u četiri reda, projektirane u arhitektonskoj tvrtci profesora Botta, Riddera i Westermeyera.  One su bile sagrađene 1990. godine u Darmstadtu, u Njemačkoj.

### Daljne provedbe i savjeti
U rujnu 1996. osnovan je Passivhaus-Institut, također u Darmstadtu, za promociju i kontrolu standarda. Od tada, tisuće Passivhaus objekata je sagrađeno, većinom u Njemačkoj i Austriji.
Nakon što je koncept potvrđen u Darmstadtu, s 90% manje potrebne topline grijanja od standarnih novoizgrađenih zgrada u to vrijeme, stvorena je 1996. godine Razvojna grupa za ekonomične pasivne kuće. Grupa je razvila paket planiranja i pokrenula proizvodnju novih komponenti koje su korištene,  osobito prozora i ventilacijskih sustava visoke efikasnosti. U međuvremenu, nove kuće su izgrađene u Stuttgartu (1993.), Naumburgu, Hesseu, Wiesbadenu i Kölnu (1997.)
Proizvodi razvijeni za Passivhaus standard su i dalje komercijalizirani tijekom i nakon projekta Europske unije CEPHEUS, koji je potvrdio koncept u vrijeme zime 2000. na 2001. godinu. Prva pasivna kuća u Sjevernoj Americi je izgrađena 2003. godine u Urbani, u saveznoj državi Illinois, a prva certificirana kuća je izgrađena 2006. u blizini Bemidjia, u Minnesoti.
Prva montažna pasivna kuća je izgrađena u Irskoj 2005. godine, izgradila ju je tvrtka Scandinavian Homes, švedska kompanija koja je do tada gradila pasivne kuće u Engleskoj i Poljskoj.

### Pasivne kuće danas
Broj pasivnih kuća u svijetu se kreće od 15.000 do 20.000. Velika većina je sagrađena u državama njemačkog govornog područja i Skandinaviji.

## Standardi
Dok su neke metode i tehnologije razvijene posebno za standard pasivnih kuća, neke druge, kao što je superizolacija,  su već postojale.  Također, koncept pasivne kuće sa solarnim člancima je postojao već dosta dugo. Postojalo je i iskustvo sa zgradama koje trebaju malu količinu energije, osobito s njemačkim Niedrigenergiehaus standardom, i sa Švedskim i Danskim objektima koji zadovoljavaju stroge energetske zahtjeve.

### Zahtjevi
Passivhaus standard za Srednju Europu zahtjeva da izgrađeni objekti (zgrade) ispunjavaju sljedeće uvjete:
- Zgrada mora biti projektirana tako da ima godišnju potražnju energije u skladu s Passivhaus Planning paketom, tj. da ima manje od 15 kWh/m2  potražnje u grijanju odnosno hlađenju godišnje, ili da bude projektirana s vršnim toplinskim opterećenjem od 10 W/m2.
- Potrošnja ukupne primarne energije, tj. potrošnja primarne energije za grijanje, toplu vodu i električnu energiju ne smije prijeći 120 kWh/m2 godišnje.
- Zgrada ne smije propuštati više zraka od 60% svojeg volumena po satu pri tlaku od 50 Pa ispod atmosferskog tlaka.

### Preporuke
- Preporuka je da specifično toplinsko opterećenje toplinskog izvora pri temperaturama za koje je konstruirano bude manje od 10 W/m2, ali to nije nužan uvjet.

### Zahtjevi grijanja prostora
Postižući standarde pasivne kuće, izbjegava se upotreba uobičajenih sustava grijanja (radijatori, podno i zidno grijanje, ventilokonvektori itd.).  Iako je ovo primarni cilj Passivhaus standarda, neke vrste dogrijavanja ipak su potrebne i te zgrade sadržavaju sustave za dodatno prostorno grijanje, najčešći razlog tome je mogućnost da korisnik može izabrati temperaturu u objektu višu od 20°C, dakle 23-24°C. U pravilno projektiranoj i izvedenoj kući dogrijavanje se vrši preko niskovolumenskog ventilacijskog sustava za povrat topline, koji je potreban za održavanja kvalitete zraka.Takav sustav je dovoljan da kuća može održavati 20° C bez obzira na vanjske uvjete.

## Troškovi izgradnje
U Passivhaus zgradama, uštede od nekorištenja uobičajenog sustava grijanja mogu se uložiti u nadogradnju toplinske zaštite zgrade ili u ventilacijski sustav za povrat topline. U Njemačkoj je sada moguće izgraditi pasivne kuće po istoj cijeni kao i kuće po normalnim njemačkim standardima, ali s pažljivim projektiranjem, izgradnjom i porastom tržišnog natjecanja u opskrbi posebno konstruiranih dijelova za pasivne kuće. U Hrvatskoj je cijena gradnje u prosjeku nešto viša od moderne kuće npr. s 10cm izolacije, oko 4-5%.
Glavni razlog eventualne visoke cijene Pasivne kuće u Hrvatskoj je nedovoljna educiranost projektanata, strojara kao i investitora u pogledu glavnih zahtjeva takvih građevina.
Procjene pokazuju da troškovi gradnje pasivnih kuća značajno rastu kada se grade u Sjevernoj Europi, tj. iznad 60° geografske širine.
Te činjenice su dovele do velikog broja projektiranih kuća koje koriste tlo ispod same kuće za skladištenje topline, tj. ljeti se skladišti toplina za grijanje zimi, a zimi se skladišti „hladnoća“ za hlađenje ljeti. Moguća je upotreba pasivnog termosifona koji sadrži samo zrak, tj. nema potrebe za skupom i nepouzdanom tehnologijom.

## Konstrukcija i izgradnja
Veliko smanjenje potrošnje toplinske energije po standardu zahtjeva novi pristup konstruiranju i izgradnji. Konstruiranje se odvija uz pomoć paketa pod nazivom „Passivhaus Planning Package“ (PHPP) i koristi posebne računalne simulacije.
Za postizanje traženih zahtjeva koriste se mnoge tehnike i tehnologije:

### Pasivna sunčeva konstrukcija i okolina
Pasivne sunčeve zgrade i energetski efikasna okolina podržavaju očuvanje energije pasivne kuće i mogu se integrirati u susjedstvo i okoliš. Prateći pasivne solarne tehnike gradnje, zgrade su oblikom kompaktne radi smanjenja površine, s glavnim prozorima orijentiranim prema ekvatoru radi maksimizacije dobivene sunčeve topline i svjetlosti. U umjerenim klimama optimizacija osunčanosti je druga po važnosti u odnosu na minimiziranje ukupnih energijskih zahtjeva. U klimama i područjima gdje ljeti treba smanjiti pretjeranu osunčanost to se vrši korištenjem raznih konstrukcija za dobivanje sjene, drvećem, vertikalnim vrtovima, zelenim krovovima, itd.
Pasivne kuće mogu biti izgrađene od gustih ili laganih materijala, ali unutarnja toplinska masa je obično ukomponirana radi smanjenje najvećih ljetnih temperatura, održanja stabilne temperature zimi i sprječavanja mogućeg pregrijavanja u proljeće ili jesen zbog niže pozicije Sunca na nebu. Zbog malog kuta, sunčeve zrake pojačano griju vertikalne zidove i većim intenzitetom prolaze kroz stakla prozora. Vanjska boja zida, kada površina omogućuje izbor, je određena u ovisnosti o potrebnoj godišnjoj refleksiji ili apsorpciji, tj. ovisi o dominantnoj temperaturi okoline tijekom godine. Upotreba zelenila, kao što je drveće, pomaže ublažiti temperaturne ekstreme okoline.

### Superizolacija
Passivhaus zgrade, odnosno kuće, koriste superizolaciju radi smanjenja toplinskog toka kroz zidove, krov i pod u odnosu na uobičajene zgrade. Velik broj različith toplinskih izolatora može biti korišten, čiji je koeficijent prijenosa topline u rasponu od 0,10 do 0,15 W/m2K. Posebna pažnja je posvećena izbjegavanju toplinskih mostova.
Negativna strana debele izolacije je ta što je unutarnja površina manja od uobičajenih zgrada, ako ne možemo kompenzirati vanjskim povećanjem zgrade.

### Napredna prozorska tehnologija
Da bi zadovoljili standarde pasivnih kuća, prozori su proizvedeni s izrazitom malim koeficijentom prijenosa topline (0,85 do 0,70 W/m2K), koji vrijedi za čitavu površinu prozora, uključujući i okvir. Prozori su obično izrađeni kombinacijom trostrukog stakla (praznine između stakala su punjene argonom ili kriptonom) s izolacijskim premazom, premaza niskog stupnja emisije, izolacijskih rubova stakala i posebno konstruiranih prozorskih okvira. Prozori se klasificiraju u klase efikasnosti A,B,C pri čemu je A najbolja a C je više nego adekvatna za upotrebu u Hrvatskoj.Treba napomenuti kako se svaki prozor testira i to kao cjelina sa zidom jer je odavno poznato kako prozor koji nije propisno ugrađen bez obzira na klasu ne zadovoljava uvjete.
Ugrađeni prozor mora zadovoljiti sljedeći uvjet UW,installed ≤ 0.85 W/(m²K).
U Srednjoj Europi i većem dijelu SAD-a Passivhaus prozori okrenuti prema jugu akumuliraju više topline od Sunca nego što im iznose toplinski gubitci, čak i u sred zime.

### Nepropusnost zraka
Zrakonepropusna ovojnica je jedan od najvažnijih dijelova projekta. Konačni rezultat je u manjoj mjeri povezan s izvođačem nego je više rezultat dobro izabranog rješenja koje mora trajati 10 i više godina. Nepropusnost se postiže zračnim pregradama, pažljivim brtvljenjem svakog spoja vanjskih zidova i svih ulaza cijevi, kabela i sličnog.
Svaka kuća se mora testirati putem blower door testa.
Nepropusnost smanjuje količinu toplog ili hladnog zraka koji prolazi kroz kuću, što omogućuje da sustav mehaničke ventilacije povrati dio topline prije izbacivanja zraka van.

### Ventilacija
Kada je temperatura okoline prihvatljiva za unutarnje uvjete koriste se pasivne metode prirodne ventilacije s jednim ili više otvora. Otvori mogu biti jednostavni ili poboljšani efektom uzgona. Efekt uzgona dobivamo korištenjem otvora manjeg promjera za strujanje zraka u kuću, a prozore većeg promjera za strujanje zraka prema van.
Kada vanjska temperatura nije prihvatljiva koriste se mehanički ventilacijski sustavi s povratom topline pogonjeni visokoefikasnim ECM elektromotorima. Ventilacijski sustav održava kvalitetu zraka i vraća dovoljnu količinu topline (preko 80% topline). Korištenjem takvog sustava nema potrebe za klasičnim sustavom centralnog grijanja. Pošto je kuća nepropusna za zrak, brzina izmjene zraka može biti optimizirana i precizno kontrolirana. Optimalna izmjena zraka iznosi 30-40% čitavog volumena zraka u kući po satu. Svi ventilacijski ulazi su izolirani i zabrtvljeni protiv curenja.
Iako nisu obavezne, postoje posebne podzemne toplinske cijevi  (obično 200 mm promjera, 40 m duljine, na 1,5 m dubine). One su često zakopane u zemlju da bi se ponašale kao zemlja-zrak izmjenjivači topline, i predgrijači (ili predhladnjaci) za zrak koji ulazi u ventilacijski sustav. Za vrijeme niskih temperatura kakve su zimi, zagrijani zrak sprječava nastajanje leda u izmjenjivaču sustava za povrat topline. Kao alternativa, u zemlja-zrak izmjenjivaču topline se može umjesto zraka koristiti kapljevina.

### Grijanje prostora
Osim što koriste absorbiranu sunčevu toplinu,  Passivhaus zgrade koriste otpadnu toplinu iz unutarnjih izvora kao što su: rasvjeta, bijela tehnika, i ostali električni uređaji. Koristi se i toplina koju emitiraju ljudi i životinje unutar kuće.
Ispunjavajući Passivhaus standarde, uobičajeni sustavi grijanja nisu potrebni, iako su ponekad postavljeni zbog skepticizma klijenata.
Umjesto klasičnog, tj. uobičajenog sustava grijanja, u pasivnu kuću se ugrađuje toplinski element s dvostrukom namjenom (grijanje/hlađenje) integriran u cijev za opskrbu zrakom ventilacijskog sustava, za korištenje u najhladnijim danima. Osnovni uvjet konstrukcije čitave kuće je da toplina bude prenesena malim volumenom zraka koji je potreban za ventilaciju. Maksimalna primijenjena temperatura zraka je 50°C, da ne bi došlo do pojave neugodnog mirisa spaljene prašine koju filtar zraka ne uspije apsorbirati.
Element za zagrijavanje zraka može biti zagrijan pomoću dizalice topline, izravne sunčeve toplinske energije, topline iz podzemnih toplinskih cijevi, ili jednostavno pomoću prirodnog plina ili tekućeg goriva. U nekim slučajevima se koriste izuzetno male dizalice topline za izvlačenje dodatne topline iz ispušnog dijela ventilacijskog sustava. Ta se toplina koristi za zagrijavanje ulaznog zraka ili vode u spremniku. Mali štednjaci na drva se također mogu koristiti za zagrijavanje vode u spremniku, ali treba paziti da se u prostoriji u kojoj se štednjak nalazi ne postigne previsoka temperatura.
U klimi Srednje Europe dobro projektirana pasivna kuća pokraj sustava za povrat topline nema potrebe za drugim izvorima toplinske energije, ako se toplinsko opterećenje drži ispod 10 W/m2.
Zbog niskog kapaciteta grijanja i niske potrebe za toplinskom energijom, obnovljivi izvori energije su jako dobar izbor energije za dodatno grijanje.

### Rasvjeta i električni uređaji
Radi smanjenja ukupne potrošnje primarne energije, mnoge pasivne i aktivne metode upotrebe dnevnog svjetla su izvrsna rješenja za pojačavanje osvjetljenosti prostora danju. U prostorima koji su slabo osunčani i za vrijeme noći se koriste kreativni i održivi elementi za osvjetljavanje. Oni mogu biti standardne voltaže (fluorescentne lampe, LED lampe, PLED lampe,...) i niske voltaže (Xenon lampe, Halogen lampe,...)
Za napajanje rasvjete okoline se mogu koristiti nezavisne fotonaponski članci ili fotonaponski članci povezane s centralnim solarnim panelom. Ispravnim korištenjem kronometara i senzora detekcije pokreta dodatno smanjujemo potrošnju energije.
Dobro rješenje za osvjetljenje prostorija koje nemaju izvor dnevnog svjetla ili nemaju dovoljno svjetla za boravak i rad, je i sustav Solatube, koji koristi samo sunčevu svjetlost za rasvjetu od izlaska do zalaska sunca, što dodatno štedi električnu energiju.

## Svojstva pasivnih kuća
- Zrak je svjež i izrazito čist.
- Zbog velikog otpora toplinskom toku, nema vanjskih hladnih zidova.
- Unutarnja temperatura je homogena. Nemoguće je imati jednu sobu na različitoj temperaturi od ostatka prostora.
- Temperatura se mijenja izrazito sporo. S ugašenim sustavom ventilacije i grijanja, temperatura pada manje od 0,5 °C dnevno, stabilizirajući se na 15°C u klimi srednje Europe.
- Otvaranje vrata i prozora na kratko vrijeme ima izrazito mali utjecaj. Nakon zatvaranja, zrak se vrlo brzo vrati na „normalnu“ temperaturu.